# لماذا هناك أي شيء على الإطلاق؟
|  | يجري الآن نقاش حول نقل صفحة مسألة لماذا هناك أي شيء على الإطلاق إلى لماذا يوجد أي شيء على الإطلاق؟. جار التوصل إلى اتفاق بشأن النقل في صفحة طلبات النقل. |

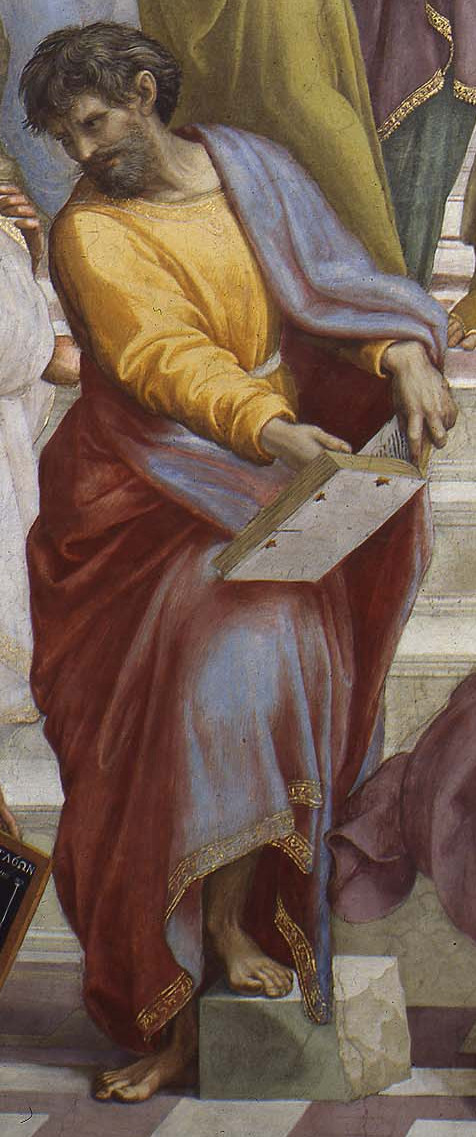
كثيرا ما كَتَبَ فلاسفةٌ عن هذه المسألة منذ بارمينيدس، على الأقل (حوالي عام 515 قبل الحقبة العامة)

مسألة «لماذا هناك شيء على الإطلاق؟» أي «لماذا هناك شيء بدلا من لاشيء؟» هي مسألة طرحها أو علّق عليها فلاسفة ممن فيهم غوتفريد لايبنتس ولودفيغ فيتغنشتاين ومارتن هايدغر، والذي وصفها بأنها المسألة الأساسية للغيبيات، وغيرهم الكثيرون.

## لمحة عامة
المسألة هي عامة غير مختصة بوجود شيء معين مثل الكون (أو الأكوان) أو الانفجار العظيم أو قوانين الرياضيات أو القوانين الفيزيائية أو الزمن أو الوعي أو الله. يمكن اعتبارها مسألة غيبية مفتوحة.

رمز النقطة المحاطة بدائرة استخدمه الفيثاغوريون والإغريق فيما بعد ترميزا إلى الكائن الماوراءالطبيعي الأول: الجوهر الفرد أي الوجود المطلق

## انتقاد صلاحية المسألة
يذهب البعض إلى أن المسألة قد تكون غير منطقية جوهريا؛ فإذا الكون لم تكن له نقطة بداية فربما عدم وجوده لم يكن خيارا قط، أصلا. تقدم دراسة نموذجا يلغي التفرد الابتدائي ويفترض أن الكون لم تكن له بداية بل كان الكون موجودا منذ ما لا نهاية كنوع من الكمون الكمومي حتى انهياره إلى حالته الحامية والكثيفة في الانفجار العظيم. في بحث آخر، أن الكون ما له من بداية والزمن يعود إلى ما لا نهاية بلا تفرد ابتدائي ولا انفجار عظيم.  جانبا إلى ذلك، قد يثبت الفيزياء أن الزمن لم يكن موجودا حتى الانفجار العظيم، عندئذ فربما لم تكن «بداية» للزمن ولا «ما قبله» ولا حتى «مسبب له» بل كان الزمن موجودا منذ ما لا نهاية. وهناك رأي آخر تبناه أوغسطينوس أن الزمن ببساطة من خلق الله.
قال الفيلسوف ستيفن لو إن المسألة قد لا تحتاج لإجابة فهي تحاول أن تجيب على سؤال خارج إطار زمكاني من داخل إطار زمكاني. هو يقارن المسألة بسؤال «ماذا يقع شمالا من القطب الشمالي؟». وكذلك، مبرهنات عدم الاكتمال لغودل تطرح أن السؤال لا يمكن إجابته من داخل نظامنا حيث أنه ينطبق على نظامنا ونظامه الأعلى.
يتساءل البعض، بما فيهم الفيلسوف بيد رندل، عما إذا أمكن أن يوجد اللاشيء. اللاشيء قد يكون مفهوما بشريا ما هو ليس إلا بناءً غير صالح لوصف واقع بديل محتمل أو حالة أو غياب وجود حالة. 

## حول السبب
حاجج الفيلسوف الإغريقي أرسطو بأن فكرة حجة كونية كانت غير منطقية وبأن الكون أبدي.[بحاجة لمصدر]
حاجج ديفيد هيوم بأنه، مع أننا نتوقع أن يكون لكل شيء مسبب، وذلك بسبب تجربتنا مع ضرورة الأسباب، إلا أن سببا قد لا يكون ضروريا لتشكيل الكون، الذي هو خارج نطاق تجربتنا.
قال بيرتراند راسل: «"علي أن أقول إن الكون موجود وحسب، وذلك كل شيء".» وهو موقف «الحقيقة العمياء» الذي يتبناه الفيزيائي شون كارول كذلك.

## تفسيرات

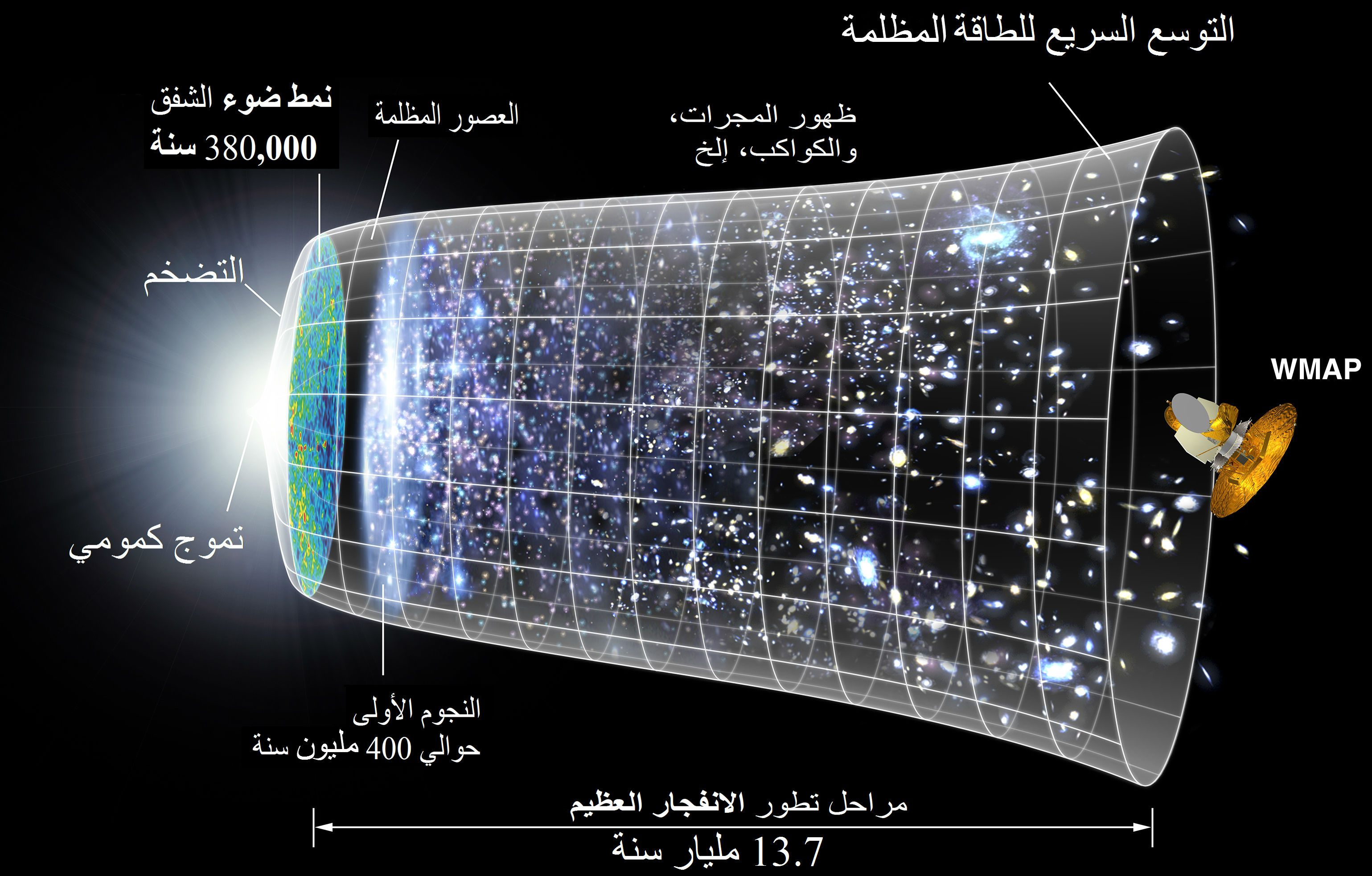
التسلسل الزمني للكون المرصود منذ الانفجار العظيم حتى الوقت الحاضر: لماذا يوجد؟

كتب غوتفريد لايبنتس: «"لماذا هناك شيء بدلا من لاشيء؟ السبب الكافي... يوجد في عنصر ما...وهو شيء ضروري يحمل سبب وجوده في نفسه."» أما فيلسوف فيزياء دين ركلز فقد جادل بأن الأرقام أو الرياضيات (أو قوانينهم الأساسية) قد توجد بالضرورة.  (الجزئيات يمكن أن تبزغ من العدم بآثار التموج الكمي وربما بآثار قوانين فيزيائية أخرى قد تكون وجدت بزمن بداية الانفجار العظيم.)